# Ogród Dendrologiczny w Orlu
Ogród Dendrologiczny w Orlu – został założony w 1995 roku przez prywatne osoby i mieści się w miejscowości Orle. Uzyskał status ogrodu botanicznego w 2010 roku decyzją Generalnego Dyrektora Ochrony Środowiska. Powierzchnia ogrodu wynosi 90 ha i rośnie w nim ponad dwa tysiące drzew i krzewów z różnych gatunków i odmian. Ogród położony jest nad malowniczym jeziorem, które znajduje się w jego środkowej części i jako jedyna placówka tego typu w Polsce udostępnia możliwość połowu ryb. Założycielami i właścicielami ogrodu są Maria i Klaudiusz Buzalscy, a jego dyrektorem jest Maria Buzalska. Ogród jest rozwijany i od dnia jego założenia posadzono w nim kilkadziesiąt tysięcy roślin. Od początku opiekę naukową nad kolekcją i opracowaniem koncepcji sprawuje profesor Urszula Nawrocka-Grześkowiak z Katedry Dendrologii i Kształtowania Terenów Zieleni Zachodniopomorskiego Uniwersytetu Technologicznego w Szczecinie.

## Lokalizacja
Ogród znajduje się w województwie pomorskim w regionie Kaszuby i posiada w niedalekim sąsiedztwie Wdzydzki Park Krajobrazowy. Dojazd do obiektu zapewnia m.in. oddalona o 35 km autostrada A1.

## Działy i kolekcje roślinne
Teren ogrodu dendrologicznego został podzielony na część prywatną, która jest zamknięta dla zwiedzających oraz część udostępnioną do zwiedzania przez grupy oraz osoby zainteresowane. Poszczególne sekcje ogrodu są podzielone dzięki utwardzonym drogom lub ścieżkom trawiastym umożliwiającym swobodne przejście i dojście do wszystkich roślin. Obecnie na terenie ogrodu dendrologicznego rosną drzewa i krzewy z ponad 4000 gatunków i odmian oraz 450 gatunków bylin i roślin cebulowych, które są uzupełnieniem ogrodu. Stworzona kolekcja stanowi dużą pomoc dla dendrologów w oznaczaniu odmian roślin, dodatkowo jest atrakcję turystyczną i miejscem wypoczynkowo-edukacyjnym dla zwiedzających.
W kolekcji znajdują się duże kolekcje drzew z rodzajów dąb (Quercus), klon (Acer) i buk (Fagus). Poza tym liczne są okazy należące do rodzajów: kasztanowiec (Aesculus), brzoza (Betula), dereń (Cornus), magnolia (Magnolia), jarząb (Sorbus), kalina (Viburnum) oraz jodła (Abies), cyprysik (Chamaecyparis), miłorząb (Ginkgo), jałowiec (Juniperus), świerk (Picea), sosna (Pinus) i żywotnik (Thuja).
Na terenie ogrodu botanicznego, można znaleźć m.in.:

### Ogrody
- Ogród chiński - wodny
- Ogród ziołowy (Cztery Pory Roku)

### Jary
- Jar tajemniczy
- Jar różanecznikowy
- Jar mokry

### Kolekcje
- Buki
- Dęby
- Klony
- Brzozy
- Kasztanowce
- Tulipanowce
- Miłorzęby
- Iglaste

## Godziny otwarcia
Od godziny 10:00 do 18:00. Ogród udostępniony obecnie jest tylko dla grup zorganizowanych oraz dla gości Pensjonatu Neptun.